# Sanatorium Brugmann

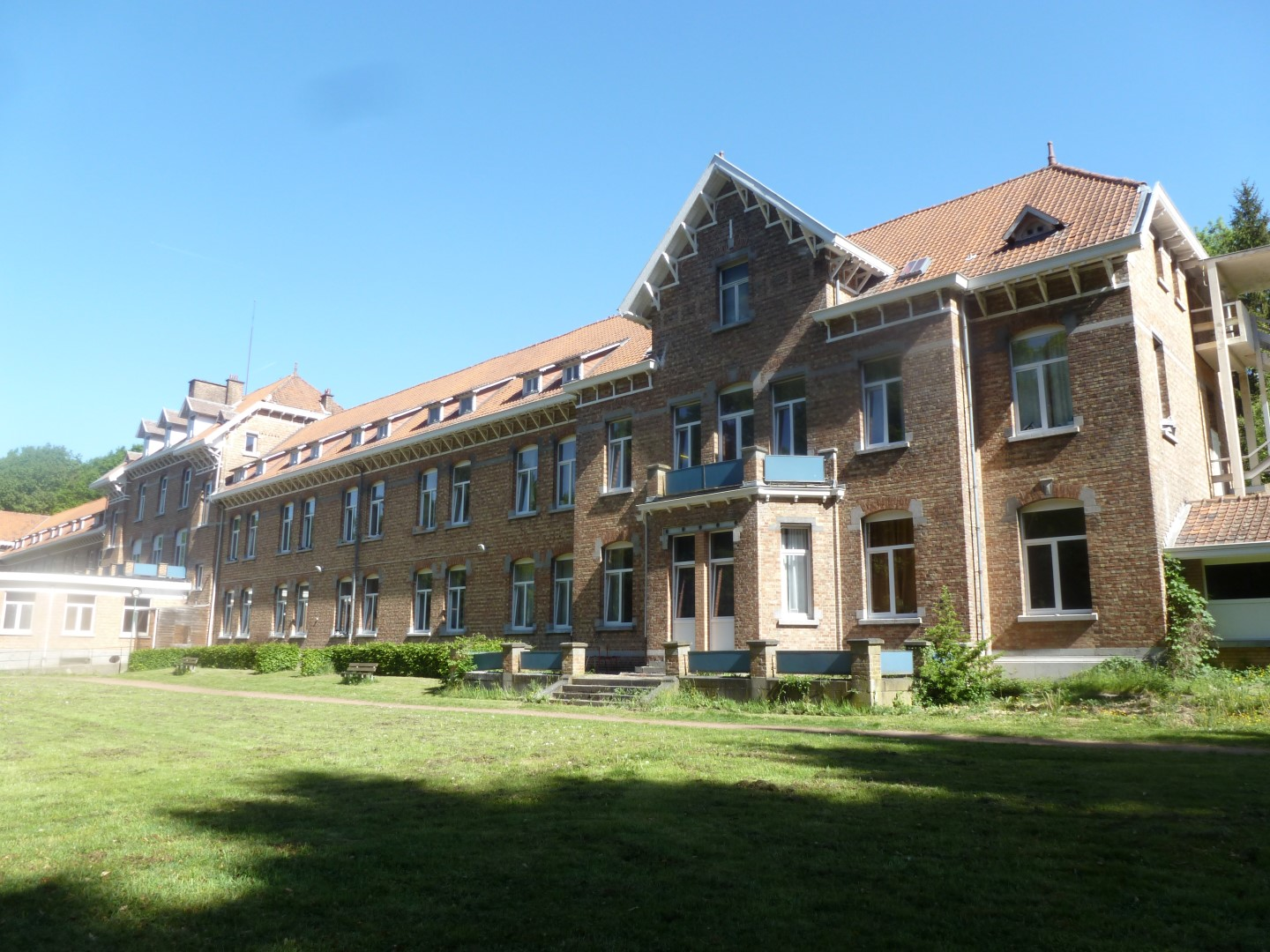
Sanatorium Brugmann

Het Sanatorium Brugmann is een voormalig sanatorium in de Vlaams-Brabantse plaats Beersel, gelegen aan de Sanatoriumstraat 153-155, 165.

## Geschiedenis
Het eerste Belgische sanatorium voor tuberculosepatiënten werd in 1892 geopend te Genk. In België werden een dertigtal van deze inrichtingen gebouwd, meest in bosrijke omgevingen en op het zuiden gericht. Dit sanatorium werd gesticht in 1909 door de Brusselse Burgerlijke Godshuizen op initiatief van Georges Brugmann. Later werd het een medisch centrum voor luchtwegaandoeningen. Tot 1996 bleef het als zodanig in gebruik waarna de activiteiten overgeplaatst werden naar Brusselse ziekenhuizen. Sommige delen werden afgebroken en andere bijgebouwd. Vanaf 1998 werd het complex gebruikt als asielzoekerscentrum.

## Gebouw
Het zeer langgestrekte gebouw, ontworpen door Georges Vellut, heeft een symmetrische plattegrond. Loodrecht op de lange medische vleugel bevindt zich de korte administratieve vleugel. Naar het zuiden toe werd in 1961 een halfronde refter toegevoegd. Het geheel is uitgevoerd in baksteen.
Bijgebouwen zijn onder meer de directeurswoning en de hovenierswoning.